# بوستویک (فلوریدا)
بوستویک (به انگلیسی: Bostwick) یک منطقهٔ مسکونی در ایالات متحده آمریکا است که در فلوریدا واقع شده‌است.

## موقعیت جغرافیایی
موقعیت بوستویک به لحاظ جغرافیایی ۲۹°۴۶′۲۶″شمالی ۸۱°۳۸′۱۴″غربی / ۲۹٫۷۷۳۸۹°شمالی ۸۱٫۶۳۷۲۲°غربی.

## ساکنان سرشناس
- اموری اچ پرایس؛ (دسامبر۳, ۱۸۹۹ - فوریه ۱۱, ۱۹۷۶) یک نماینده کنگره ایالات متحده از فلوریدا بود.
- بنگاه املاک کارل ا ویور
- خانه گاری مک دانیل
- دنیس دامپیر درنال
- مایکل کین خانه نتی